# Critérium du Québec
Le Critérium "Molson" du Québec (ou Rallye du Canada) était une compétition internationale de rallyes de vitesse mixte (terre, asphalte, circuit (aux Trois-Rivières) et urbaine (à Joliette), intégrée en Championnat du monde des rallyes WRC de 1977 à 1979, la seconde tentative canadienne pour imposer une épreuve du WRC dans ce pays après celle, unique et avortée, du Rallye de Rideau Lakes en 1974.

Autosport Molson, ça y va par là! (devise du rallye dans Montréal-Matin et Le Sommet-Écho des Laurentides).

## Histoire
Le 5e Critérium Molson du Québec devint, dès lors, la première édition de cette épreuve au sein du WRC. 
Deux des principales épreuves spéciales étaient le Tour du Lac des Sables de Sainte-Agathe-des-Monts (dite superspéciale) et celle de l'Île des Sœurs (double en fait); d'autres répondaient pour l'exemple aux noms évocateurs de Grand-Marais ou de Rivière aux Brochets (triple). Elle était organisée à la mi-septembre depuis l'Hôtel Sheraton de Montréal, parfois sous des trombes d'eaux de queue cyclonique comme en 1979 avec le cyclone Frédéric.
Le groupe automobile Fiat l'emporta à deux reprises, par doublés de ses équipages, dans ce cadre international avec sa Fiat 131 Abarth, en 1977 (pilotes Timo Salonen et Simo Lampinen), et  1978 (pilotes Walter Röhrl et Markku Alén).
Le suédois Björn Waldegård clôtura définitivement le palmarès l'année suivante (la seconde Ford officielle de Ari Vatanen terminant troisième): l'épreuve qui était cette fois interdite de traversée des Parcs provinciaux s'étendit alors à la plaine du Québec dans des exploitations forestières privées des régions des Laurentides, de la Mauricie et de la Beauce.
Cette compétition devint par la suite le Rallye du Québec, intégré au championnat national (CARS) jusqu'en 2003, année de transition pour son passage dans le championnat nord-américain America Rally.

## Palmarès
| Édition | Année | Vainqueur       | Copilote              | Voiture                               |
| ------- | ----- | --------------- | --------------------- | ------------------------------------- |
| 5e      | 1977  | Timo Salonen    | Jaakko Markkula       | Fiat 131 Abarth                       |
| 6e      | 1978  | Walter Röhrl    | Christian Geistdörfer | Fiat 131 Abarth                       |
| 7e      | 1979  | Björn Waldegård | Hans Thorszelius      | Ford Escort RS1800 (Ford Motor Corp.) |